# THROUGH THE WINDOW
『THROUGH THE WINDOW～月に降る雪～』（スルー・ザ・ウインドウ つきにふるゆき）は、河合奈保子の23枚目のシングル。1985年12月12日に日本コロムビアよりリリースされた。EPの規格品番はAH-682。

## 概要
ロサンゼルス録音のアルバム『9 1/2 NINE HALF』と同時リリース。表題曲「THROUGH THE WINDOW〜月に降る雪〜」の作詞・作曲は、1977年に発売され全米ナンバーワンヒットを記録した「ベイビー・カム・バック」のヒットで知られる、アメリカのロックバンド・プレイヤーのピーター・ベケットが手掛けている（日本語訳詞は売野雅勇）。外国人作家の起用は、河合のシングルとしては初となる。
このシングルよりジャケット表紙にバーコードがつくようになった。

## 収録曲
- 両楽曲共に、訳詞：売野雅勇 / 編曲：Tom Keane, Humberto Gatica

1. THROUGH THE WINDOW 〜月に降る雪〜
作詞・作曲：Peter Beckett
2. 白い影 〜ONLY IN MY DREAMS〜
作詞・作曲：Eric McClure, Meredith Stewart